# Cappella Amsterdam

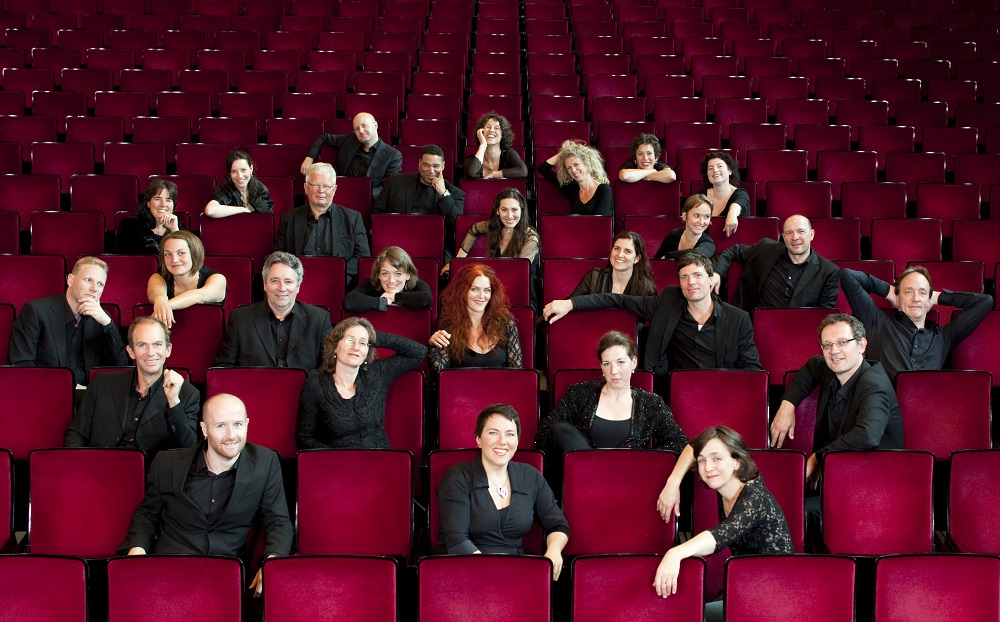
Cappella Amsterdam. Foto: Annelies van der Vegt

Cappella Amsterdam is een professioneel kamerkoor dat in 1970 opgericht is door Jan Boeke. Sinds 1990 staat het koor onder artistieke leiding van Daniel Reuss. Het telt een vijfentwintigtal leden.

## Repertoire
Cappella Amsterdam heeft zich toegelegd op zowel moderne als op oude zangtechnieken en legt in het repertoire de nadruk op oude meesters en moderne muziek. Het koor besteedt veel aandacht aan Nederlandse componisten. Zo staan regelmatig werken van Jan Pieterszoon Sweelinck en Lassus op het programma en worden er daarnaast moderne, vaak speciaal voor het ensemble geschreven composities uitgevoerd van onder meer Ton de Leeuw, Robert Heppener, Peter Schat, Jan van Vlijmen, Klaas de Vries, Peter-Jan Wagemans en Hans Koolmees. Ook koormuziek van buitenlandse componisten wordt frequent uitgevoerd. Een in 2008 uitgebrachte cd met muziek van Heppener en Ligeti werd bekroond met een Franse onderscheiding, de Diapason d'or ofwel Gouden Stemvork. Aan een cd met koorwerken van Brahms, waaronder een bewerking met piano vierhandig van het Schicksalslied, werd in 2015 de Preis der Deutschen Schallplattenkritik toegekend. In 2009 werd de VSCD Klassieke Muziekprijs in de categorie Klein Ensemble aan het koor toegekend. In 2018 kregen nogmaals de VSCD Klassieke Muziekprijs, (die nu "De Ovatie" heet).

## Operaproducties
Het kamerkoor werkt regelmatig mee aan operaproducties, zoals:
- Les Indes Galantes van Jean-Philippe Rameau met het Orkest van de Achttiende Eeuw onder leiding van Frans Brüggen
- Thyeste van Jan van Vlijmen met het Asko Ensemble onder leiding van Stephan Asbury
- Marco Polo van Tan Dun zowel de concertante versie (waarvan de cd met een Edison bekroond werd) als de scenische uitvoering in regie van Pierre Audi (première 7 november 2008, de Nederlandse Opera).

## Festivals en samenwerkingen
Cappella Amsterdam zingt op nationale en internationale festivals zoals het Holland Festival, Festival Oude Muziek Utrecht, en La Folle Journée, Rheingau Musik Festival en Chaise Dieu.  
Het koor werkt regelmatig samen met verschillende instrumentale ensembles, orkesten en koren als Asko❘Schönberg, het Orkest van de Achttiende Eeuw, het Ensemble Intercontemporain, musikFabrik, Combattimento Consort Amsterdam, het Nieuw Ensemble, de Akademie für Alte Musik Berlin, het Residentie Orkest, Radio Kamer Filharmonie, Radio Philharmonisch Orkest, het Rotterdams Philharmonisch Orkest, het Amsterdams Andalusisch Orkest, het SWR Vokalensemble en het RIAS Kammerchor.

## Subsidie 2017-2020
In augustus 2016 werd bekend dat het Fonds Podiumkunsten de aanvraag van Cappella Amsterdam had afgewezen voor een subsidie van jaarlijks 571.670 euro in de periode 2017-2020. Volgens dirigent Reuss zou dit het einde van het koor kunnen betekenen. Men beraadde zich over het indienen van een formeel bezwaar.

## Prijzen en nominaties (selectie)
- 1998: Edison Klassiek in de categorie Theatermuziek voor het album Marco Polo van Tan Dun met Cappella Amsterdam en het Radio Kamerorkest[2]
- 2009: VSCD Klassieke Muziekprijs in de categorie Klein Ensemble[3]
- 2013: Edison Klassiek in de categorie Het Koor voor het album Choral Works met composities van Leos Janácek[4]
- 2015: Preis der Deutschen Schallplattenkritik in de categorie Choral Music[5]
- 2017: Edison Klassiek in de categorie Het Koor voor het album Kanon Pokajanen met werk van Arvo Pärt[6]
- 2018: De Ovatie voor het programma Ein Deutsches Requiem van Johannes Brahms, van het Orkest van de Achttiende Eeuw en Cappella Amsterdam onder leiding van Daniel Reuss[7]
- 2021: Edison Klassiek in de categorie Het Koor voor het album In Umbra Mortis met werken van Giaches de Wert en Wolfgang Rihm[8]
- 2024: Edison Klassiek in de categorie Publieksprijs voor het album Missa Sancti Georgii van Herman Finkers met Cappella Amsterdam en Holland Baroque[9]
- 2024: De Ovatie voor het programma Aleppo met musici uit Syrië: Wasim Arslan (verteller/zang), Sousan Iskandar (viool), Talal Fayad (ud), Jawa Manla (ud/zang), Shaza Manla (qanun) en Modar Salama (percussie)[10]

## Discografie
- J. H. Schein - Israelsbrünnlein; Banchetto Musicale / Cappella Amsterdam, o.l.v. Jan Boeke ,  (1982, Vinyl) - Discogs Stichting Cappella Amsterdam LP / SCA D108-1 . ZIE OOK: J. H. Schein - Israelsbrünnlein; Banchetto Musicale / Cappella Amsterdam, Jan Boeke / Stichting Cappella Amsterdam LP / SCA D108-1 - Bible in My Language
- Cappella Amsterdam ∙ Jan Boeke – Hodie Christus Natus Est ∙ Muziek Rond Kerstmis In De Nederlanden , (1986, Vinyl) - Discogs, Label: Stichting Cappella Amsterdam – SCA 101-2, Attacca – babel 8636-5. Recorded at Grote of St. Nicolaaskerk, Edam.
- Elégie pour les villes détruites (1999) Cappella Amsterdam en Doelenensemble o.l.v. Daniel Reuss met werken van Ton de Leeuw, Klaas de Vries en Hans Koolmees
- Requiem voor... (2007) Cappella Amsterdam o.l.v. Eric Van Nevel met werken van Petrus Abelardus, Tomãs Luis de Victoria  en Nicolas Gombert
- Ligeti - Lux Aeterna | Heppener - Im Gestein (2008) Cappella Amsterdam en MusikFabrik o.l.v. Daniel Reuss met werken van György Ligeti en Robert Heppener.
- Sweelinck - Psaumes & Canciones Sacrae(2009) Cappella Amsterdam o.l.v. Daniel Reuss met werken van Jan Pieterszoon Sweelinck.
- Johann Sebastian Bach - Mis in b-klein 'Hohe Messe' (2009) Orkest van de Achttiende Eeuw en Cappella Amsterdam o.l.v. Frans Brüggen
- Golgotha - Frank Martin (2010) Cappella Amsterdam, Estonian Philharmonic Chamber Choir, Estonian National Symphony Orchestra o.l.v. Daniel Reuss
- Johann Sebastian Bach - St. John Passion, BWV 245 (2010) Orkest van de Achttiende Eeuw en Cappella Amsterdam o.l.v. Frans Brüggen
- Gavin Bryars - Piano Concerto (The Solway Canal) (2011) Cappella Amsterdam, het Radio Kamer Filharmonie en Ralph van Raat (piano) o.l.v. Otto Tausk
- Johann Sebastian Bach - Easter Oratorio, BWV 249 (2012) Orkest van de Achttiende Eeuw en Cappella Amsterdam o.l.v. Frans Brüggen
- Leoš Janáček - Choral Works (2012) Cappella Amsterdam, Radio Blazers Ensemble (Říkadla), Thomas Walker (tenor) en Philip Mayers (piano) o.l.v. Daniel Reuss
- Francis Poulenc - Stabat Mater (2013) Cappella Amsterdam, Estonian Philharmonic Chamber Choir, Estonian National Symphony Orchestra o.l.v. Daniel Reuss
- Johannes Brahms - Koorwerken (2014) Cappella Amsterdam m.m.v. Philip Mayers (piano) en Angela Gassenhuber (piano) o.l.v. Daniel Reuss
- Alfred Schnittke - Psalms of Repentance (PENTATONE, 2023) Cappella Amsterdam, Daniel Reuss
- Josquin des Prez, Jacob van Eyck, Louis Andriessen, Thomas Preston, Jean-Philippe Rameau - Tales of song and sadness (PENTATONE, 2024) Cappella Amsterdam, Daniel Reuss, Frans Brüggen, Orchestra of the Eighteenth Century, Sour Cream
- Orlande de Lassus - Lassus: Penitential Psalms (PENTATONE, 2025) Cappella Amsterdam, Daniel Reuss